# Serie B 2010 (pallapugno)
La Serie B 2010 è stata la serie cadetta del campionato italiano di pallapugno maschile.

## Squadre partecipanti
Nella stagione 2010 al campionato sono state iscritte 12 squadre.
| Club                                            | Capitano           | Città                       |
| ----------------------------------------------- | ------------------ | --------------------------- |
| Sea Group Albese                                | Massimo Vacchetto  | Alba (CN)                   |
| Bene Banca Salumificio Benese                   | Marco Fenoglio     | Bene Vagienna (CN)          |
| Valente Arte Bormidese                          | Cristian Giribaldi | Bormida (SV)                |
| Nolarma Bubbio                                  | Davide Ghione      | Bubbio (AT)                 |
| Bcc del Cuneese e Riviera dei Fiori Caragliese  | Andrea Pettavino   | Caraglio (CN)               |
| Castiati Assicurazioni Castagnolese             | Davide Amoretti    | Castagnole delle Lanze (AT) |
| Rebuffo Materiali Edili Ceva                    | Simone Rivoira     | Ceva (CN)                   |
| Conad Imperiese                                 | Luca Belmonti      | Dolcedo (IM)                |
| Merlese                                         | Nicholas Burdizzo  | Mondovì (CN)                |
| Morando Pasta Alfieri Neivese                   | Stefano Brignone   | Neive (CN)                  |
| Rossini Caffè Olio Desiderio Banca d'Alba Ricca | Massimo Marcarino  | Ricca di Diano d'Alba (CN)  |
| Cuneo Sider S.P.E.B.                            | Luca Dogliotti     | San Rocco di Bernezzo (CN)  |

## Prima Fase
|    | Club         | P  |
| -- | ------------ | -- |
| 1  | Albese       | 20 |
| 2  | Castagnolese | 18 |
| 3  | Ricca        | 18 |
| 4  | Ceva         | 13 |
| 5  | Caragliese   | 11 |
| 6  | Imperiese    | 9  |
| 7  | S.P.E.B.     | 9  |
| 8  | Bormidese    | 9  |
| 9  | Merlese      | 8  |
| 10 | Benese       | 8  |
| 11 | Neivese      | 6  |
| 12 | Bubbio       | 3  |

## Seconda Fase
|   | Club         | P  |
| - | ------------ | -- |
| 1 | Albese       | 30 |
| 2 | Castagnolese | 26 |
| 3 | Ricca        | 24 |
| 4 | Ceva         | 13 |

|   | Club       | P  |
| - | ---------- | -- |
| 5 | Imperiese  | 19 |
| 6 | Caragliese | 17 |
| 7 | Bormidese  | 17 |
| 8 | S.P.E.B.   | 9  |

|    | Club    | P  |
| -- | ------- | -- |
| 9  | Benese  | 16 |
| 10 | Neivese | 14 |
| 11 | Merlese | 12 |
| 12 | Bubbio  | 7  |

## Fase Finale

### Spareggi play-off
| Ricca | Caragliese | 11-2 |
| Ceva  | Imperiese  | 11-9 |

### Finali Scudetto
| Squadra 1    | Squadra 2 | Andata | Ritorno |
| ------------ | --------- | ------ | ------- |
| Albese       | Ceva      | 11-5   | 11-1    |
| Castagnolese | Ricca     | 11-6   | 11-3    |

| Squadra 1    | Squadra 2 | Andata | Ritorno |
| ------------ | --------- | ------ | ------- |
| Castagnolese | Albese    | 1-11   | 3-11    |

## Squadra Campione
Sea Group Albese
- Battitore: Massimo Vacchetto
- Spalla: Giorgio Vacchetto
- Terzini: Maurizio Bogliacino, Claudio Gheorghe Adriano